# Садовая (Большеболдинский район)
Садовая — деревня в Большеболдинском районе Нижегородской области. Относится к Пермеёвскому сельсовету.

## История
В 1965 г. Указом Президиума ВС РСФСР деревня Погибловка переименована в Садовая.

## Население
| 1999 | 2002 | 2010 |
| ---- | ---- | ---- |
| 110  | ↘73  | ↘28  |